# Rennratten
Die Rennratten (Meriones) sind eine zu den „höheren Rennmäusen“ (Rhombomyina) gehörende Gattung der Rennmäuse mit etwa 16 Arten. Sie werden auch als Sand- oder Wüstenrennmäuse und Sand- oder Wüstenmäuse bezeichnet.
Ihr Verbreitungsgebiet erstreckt sich über den gesamten Wüstengürtel der Paläarktischen Region von Nordafrika bis nach Ostasien.
Die Gattung Meriones wurde 1811 von Johann Karl Wilhelm Illiger beschrieben. Ihr Name leitet sich nicht vom gleichnamigen Helden aus der Ilias, sondern vom altgriechischen Wort für den Oberschenkel ab. Einige Arten wie die Mongolische Rennratte werden als Versuchs- oder Heimtier gehalten.

## Körpermerkmale

### Proportionen
Die Rennratten sind in Größe

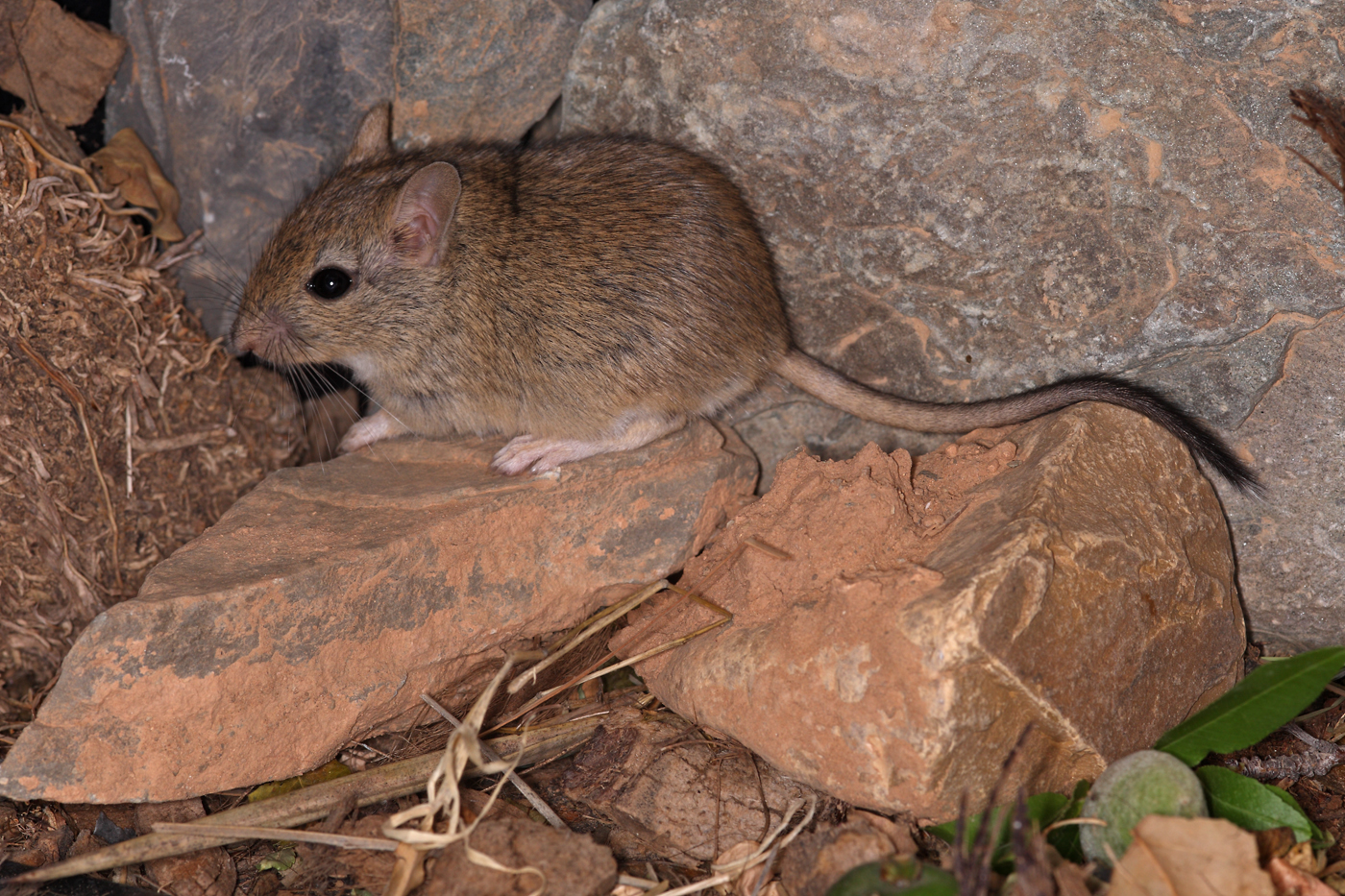
Rennratten wie die Sundevall-Rennratte sind in Größe und Gestalt den Ratten ähnlich.

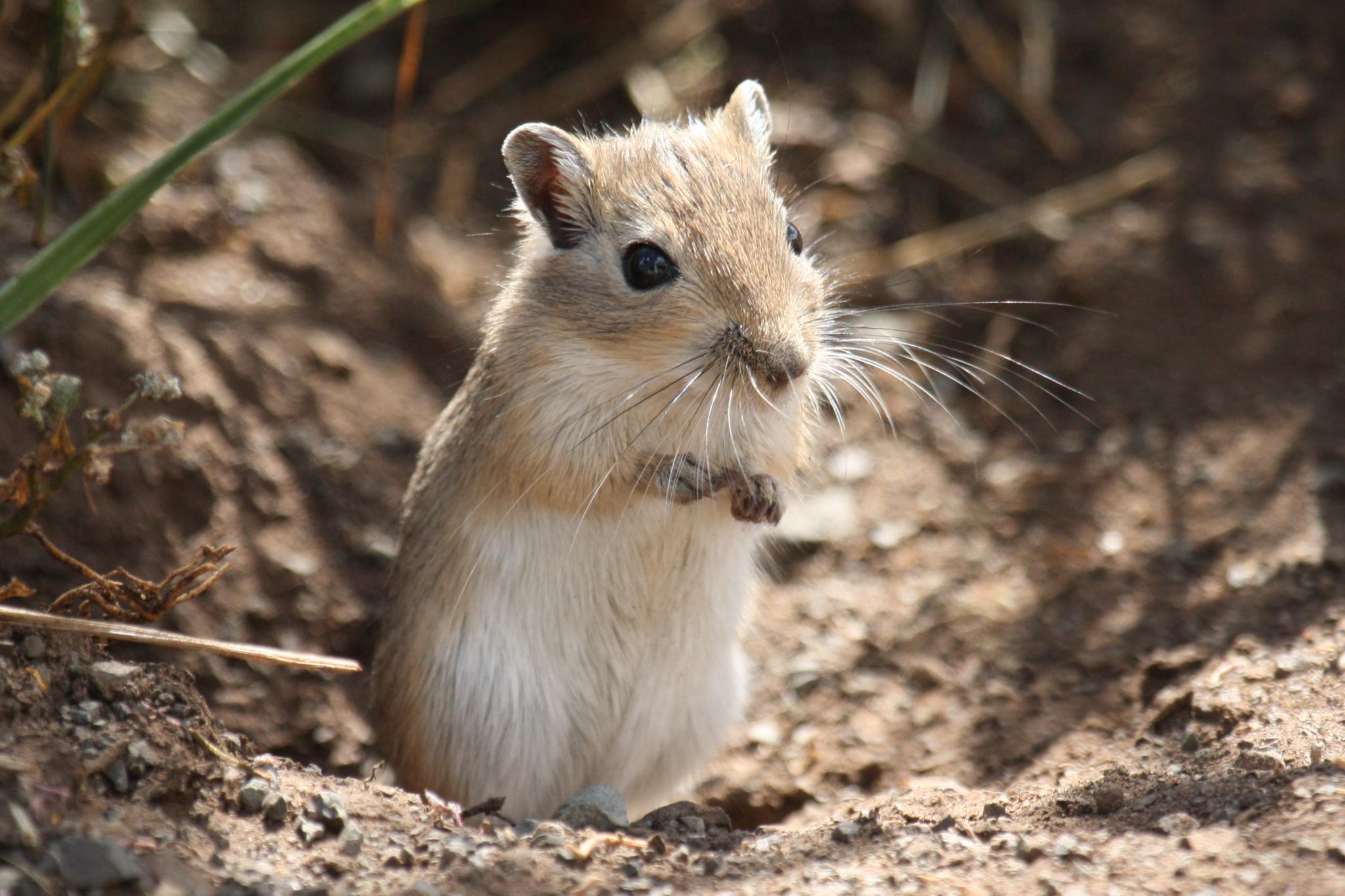
Das Fell der Mongolischen Rennratte ist wie das anderer Rennratten oberseits einfarbig und unterseits heller.

und Gestalt den Ratten ähnlich. Ihre Schnauze läuft leicht spitz zu und die Augen sind groß.
Die Ohrmuscheln sind schmal,
anders als bei der Przewalski-Rennratte normal ausgebildet oder leicht vergrößert und etwa halb so lang wie die Hinterpfoten.
Klappt man sie nach vorne an den Kopf, reichen ihre Spitzen bis zu den Augen, häufig bis zu deren Mitte.
Lediglich bei der Indischen Wüstenrennratte sind sie verkürzt. Der Schwanz ist etwa so lang wie Kopf und Rumpf
und somit kürzer als bei der Buschschwanz-Rennmaus.
Die Hinterbeine und Hinterpfoten sind leicht verlängert
und schmal, die Proportionen der Zehen sind jedoch normal. Die Krallen der Vorderpfoten sind gewöhnlich nicht vergrößert, bei der Indischen Wüstenrennratte sind sie jedoch deutlich breiter und länger als üblich und bei der Mongolischen Rennratte sind sie ebenfalls vergrößert.
Die erste Zehe der Vorderpfoten ist weniger verkürzt als bei den Hamstern und die Kralle ist stets gut ausgebildet. Die Ballen sind klein.
Mit ihren kürzeren Ohrmuscheln und Hinterpfoten wirken die Rennratten gedrungener als die Echten Rennmäuse.
Weibchen der Persischen Rennratte, der Tristram-Rennratte und der Sundevall-Rennratte haben acht Zitzen. Die Kopf-Rumpf-Länge der Rennratten beträgt 95 bis 180 Millimeter und die Schwanzlänge 100 bis 193 Millimeter. Das Körpergewicht variiert von unter 30 Gramm bei der Sundevall-Rennratte bis über 100 Gramm bei der Persischen Rennratte.

### Haut und Fell
Das Fell der Rennratten ist gewöhnlich sehr weich, jedoch ist es bei der Mongolischen Rennratte kurz und bei der Königsrennratte sowie der Indischen Wüstenrennratte besonders kurz und rau. Der Schwanz ist vollständig behaart.
Die Haare sind nahe der Schwanzwurzel kurz und werden zur Schwanzspitze hin länger, so dass der Schwanz der meisten Arten eine Quaste und bei anderen einen Kamm aufweist.
Die Quaste ist stets kleiner als bei der Buschschwanz-Rennmaus,
bei der Persischen Rennratte ist sie jedoch ebenfalls besonders ausgeprägt. Die Sohlen der Hinterpfoten sind bei nördlichen Arten gewöhnlich vollständig behaart, bei einigen nordafrikanischen Arten ist ein Teil der Ferse unbehaart. Bei der Persischen Rennratte und der Königsrennratte sind die Sohlen vollständig oder größtenteils unbehaart.
Nahe der Knöchel sind die Pfoten ebenfalls unbehaart.
Das Fell der Oberseite ist einfarbig,
die Farbe variiert von blassgelblich über sandfarben und gräulich bis bräunlich. Die Körperseiten sind gewöhnlich heller als der Rücken, da Haare mit schwarzen Spitzen fehlen. Die Unterseite einschließlich der Vorder- und Hinterpfoten ist weiß, blassgelblich, braungelblich oder blassgrau. Häufig befinden sich im Gesicht hellere Bereiche. Die Fellfarbe verschiedener Unterarten kann sich wie bei der Mittagsrennratte den Sandtönen ihres Lebensraums angleichen.
Im Bereich des Nabels liegt ein Duftdrüsengebiet, das als Nabeldrüse bezeichnet wird.

### Schädel

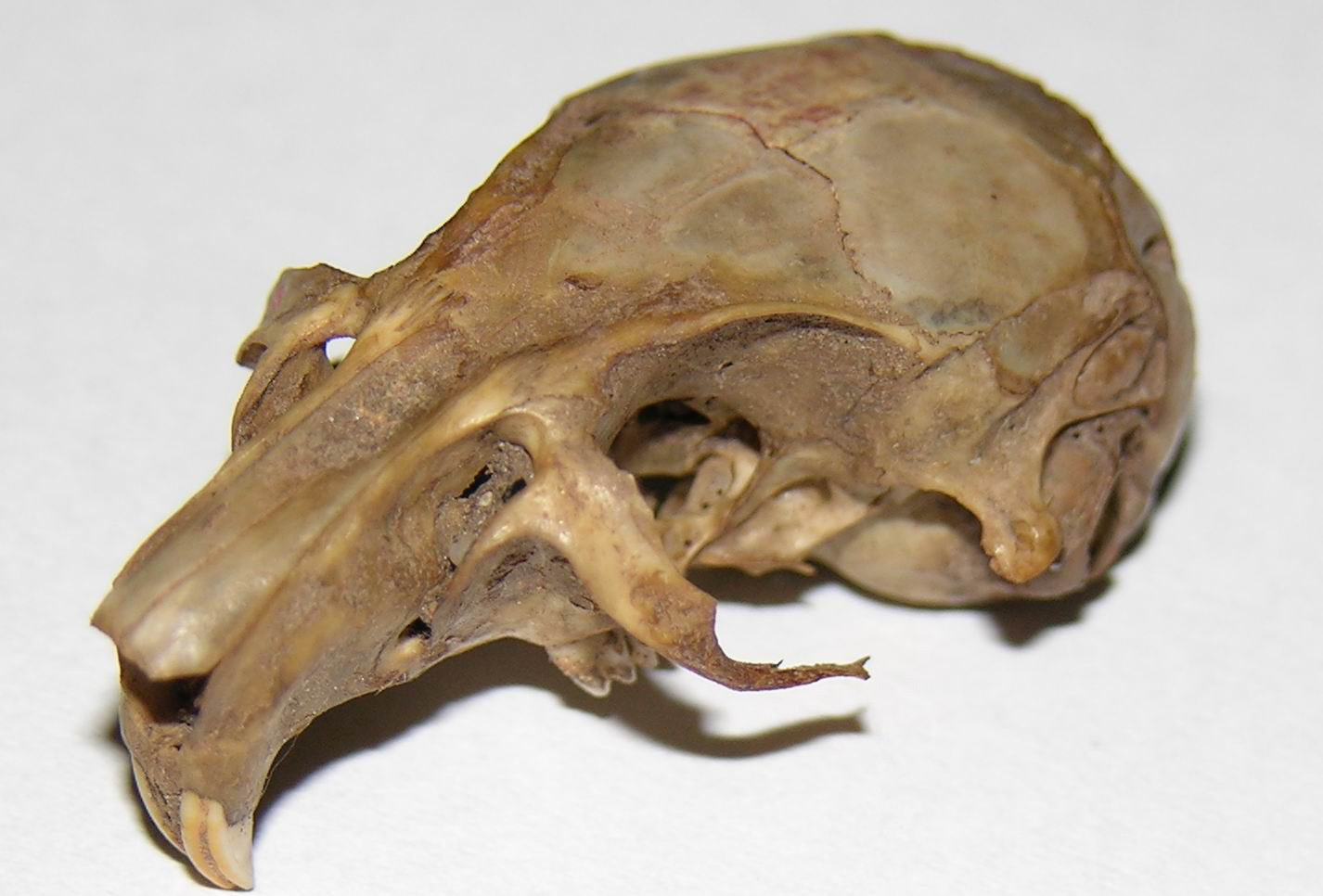
Bei der Mongolischen Rennratte sind die Paukenblasen mittelgroß und die Supraorbitalleisten sind schwach ausgebildet.

Der Schädel der Rennratten weist ein für Rennmäuse typisches Erscheinungsbild auf.
Der hintere Teil des Schädels ist vergrößert und der vordere Teil des Jochbogens ist breit. Anders als bei der Przewalski-Rennratte ist der Schädel der Rennratten in der Draufsicht nicht dreieckig, der vordere Teil des Schädels ist verkürzt und das Jochbein ist nicht weit gespreizt.
Ebenso sind die Engstelle zwischen den Augenhöhlen sowie der Hirnschädel bei den Rennratten nicht verbreitert. Das Tränenbein ist anders als bei den Sandratten und der Großen Rennmaus beinahe gleich lang wie breit.
Gewöhnlich ist die Knochenleiste über den Augenhöhlen ausgeprägt. Bei der Mittagsrennratte, der Mongolischen Rennratte, der Tristram-Rennratte und der Tamarisken-Rennratte ist diese Leiste schwach ausgebildet, bei der Königsrennratte und den größeren nordafrikanischen Arten dagegen besonders stark. Bei der Königsrennratte bilden sich dadurch kleine Einkerbungen hinter den Augenhöhlen.
Neben der Knochenleiste des Stirnbeins ist die des Scheitelbeins ebenfalls gut entwickelt.
Der harte Gaumen ist vergleichsweise breit und die Flügelgruben des Keilbeins sind kurz. Die Schneidezahnlöcher sind manchmal so lang wie die Backenzahnreihe
und länger als die Jochbeinplatte breit ist.
Die hinteren Gaumenlöcher sind dagegen kurz oder fehlen. Die Jochbeinplatte ist zerfurcht, jedoch anders als bei den Nacktsohlen-Rennmäusen oben gewöhnlich nicht besonders nach vorne gerichtet.
Sie misst weniger als die Hälfte der seitlichen Länge des Gesichts. Oberhalb der Zahnwurzeln ist der Oberkiefer leicht nach außen gewölbt, ohne dass die Zahnfächer Erhebungen ausbilden.
Die Paukenblasen reichen gewöhnlich bis zum Hinterrand des Kopfes zurück,
ihre Größe ist jedoch sehr unterschiedlich. Bei einigen Arten sind sie vergleichsweise klein, bei anderen sind sie extrem aufgebläht und das Warzenteil ist in der Draufsicht deutlich sichtbar. Dazwischen gibt es viele Zwischenstufen.
Bei der Sundevall-Rennratte sind die Paukenblasen am größten, das Warzenteil ragt hinten auffällig hervor und die Mastoidgrube ist sehr groß. Bei der Libyschen Rennratte ist die Aufblähung gewöhnlich weniger extrem und die Grube ist kleiner. Bei nordafrikanischen Formen scheint eine möglicherweise individuelle Schwankung hinsichtlich der Größe und des Grades der Aufblähung der Paukenblasen vorzuliegen. Bei einigen Formen stoßen die Paukenblasen nicht wie sonst üblich gegen den hinteren Teil des Jochbogens und die Mastoidgrube ist klein. Bei der Mittagsrennratte ist das Warzenteil schwächer ausgeprägt, die Paukenblasen sind jedoch stark aufgebläht, insbesondere vor dem Gehörgang. Bei der Mongolischen Rennratte nehmen die Paukenblasen hinsichtlich ihrer Form und Größe eine mittlere Position zwischen denen der Mittagsrennratte und denen der Tamarisken-Rennratte ein. Bei Letzterer sind die Paukenblasen vergleichsweise klein und die Mastoidgrube ist rudimentär. Am kleinsten sind die Paukenblasen bei der Tristram-Rennratte. Bei der Indischen Wüstenrennratte sind sie ebenfalls klein, die Mastoidgrube ist jedoch nicht besonders verkleinert. Die Paukenblasen der Persischen Rennratte sind etwa so groß wie die der Tamarisken-Rennratte oder etwas größer und die Mastoidgrube ist mittelgroß.
Der Unterkiefer ist vergleichsweise dünn und an der Außenseite abgeflacht. Die Unterkieferäste sind schmal, der Gelenkfortsatz ist lang und die Einkerbung zwischen Gelenkfortsatz und Winkelfortsatz ist tief. Die Breite des Unterkieferastes beträgt nicht mehr als drei Viertel der Länge des Gelenkfortsatzes gemessen von seiner hinteren Kante bis zur Einkerbung.
Im Gegensatz zur Großen Rennmaus formt das Zahnfach des zweiten Unterkieferbackenzahns nur selten eine geringfügige Erhebung auf der Außenseite des Unterkiefers aus.

### Gebiss
| 1 | · | 0 | · | 0 | · | 3 | = 16 |
| 1 | · | 0 | · | 0 | · | 3 | = 16 |

Anders als bei der Sandratten und der Großen Rennmaus weisen die oberen Nagezähne der Rennratten eine Längsfurche auf. Die Backenzähne besitzen im Gegensatz zu denen der Przewalski-Rennratte schmale, längslaufende Brücken zwischen den Zahnleisten, die beim ersten Backenzahn anders als bei der Buschschwanz-Rennmaus auf einer Achse liegen.
Die Kaufläche der Backenzähne wird durch Schlingen gebildet, die durch Verschmelzen der gegenüberliegenden Zahnhöcker entstehen. Der Zahnschmelz ist undifferenziert und in den seitlichen Einbuchtungen gibt es keine Wurzelzementablagerungen.
Die Kaufläche erinnert an die bei Wühlmäusen, die Backenzähne sind ebenfalls hochkronig und haben nur am Ende kleine Wurzeln.
Diese sind jedoch im Vergleich zu denen der Großen Rennmaus besser entwickelt
und die Backenzähne wachsen nicht nach. Bei sehr jungen Tieren sind sie extrem hochkronig und es gibt keine Hinweise auf Zahnhöcker.
Der erste Oberkieferbackenzahn wird durch zwei innere und zwei äußere seitliche Einbuchtungen in drei Leisten geteilt. Diese Einbuchtungen liegen einander gegenüber und berühren sich beinahe in der Mitte des Zahns. Der zweite Oberkieferbackenzahn weist beiderseits eine Einbuchtung auf und der dritte Oberkieferbackenzahn ist einfach oder selten mit einer leichten inneren Einbuchtung. Der erste Unterkieferbackenzahn weist drei Leisten, der zweite Unterkieferbackenzahn zwei Leisten und der dritte Unterkieferbackenzahn eine Leiste auf. Gewöhnlich bleiben die Einbuchtungen bis ins hohe Alter erhalten.

### Körperskelett
Das Körperskelett der Rennratten ähnelt eher dem der Wühlmäuse als dem der Hamster. Der dritte Rollhügel des Oberschenkelknochen ist kurz und hoch, der Hals ist schmal, der Kopf ist gut davon abgesetzt und der Knochenschaft wird von vorne nach hinten etwas flacher. Der Oberarmknochen weist im Vergleich zu dem der Hamster einen höheren Aufsatz des seitlichen Gelenkknochens, einen noch höheren und mehr zum Körper hin gelegenen großen Knochenvorsprung sowie einen größeren kleinen Knochenvorsprung auf. Die Knochen des Unterarms, insbesondere die Speiche, sind nicht so massiv und stärker vertikal gebogen. Das Schienbein ist typischerweise stark S-förmig gebogen.

## Lebensraum und Lebensweise

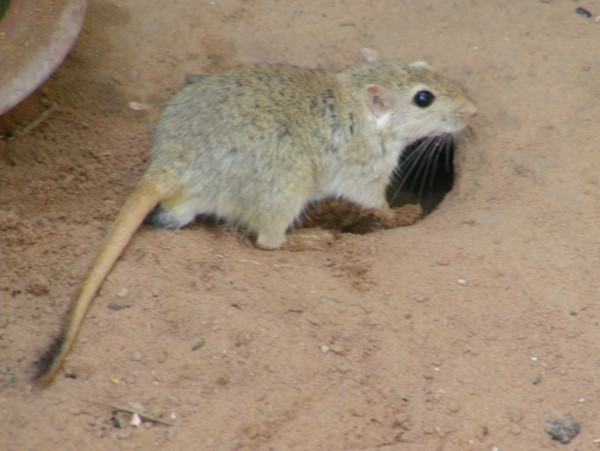
Rennratten sind nicht so streng nachtaktiv wie andere Rennmäuse. Die Indische Wüstenrennratte ist sogar tagaktiv.

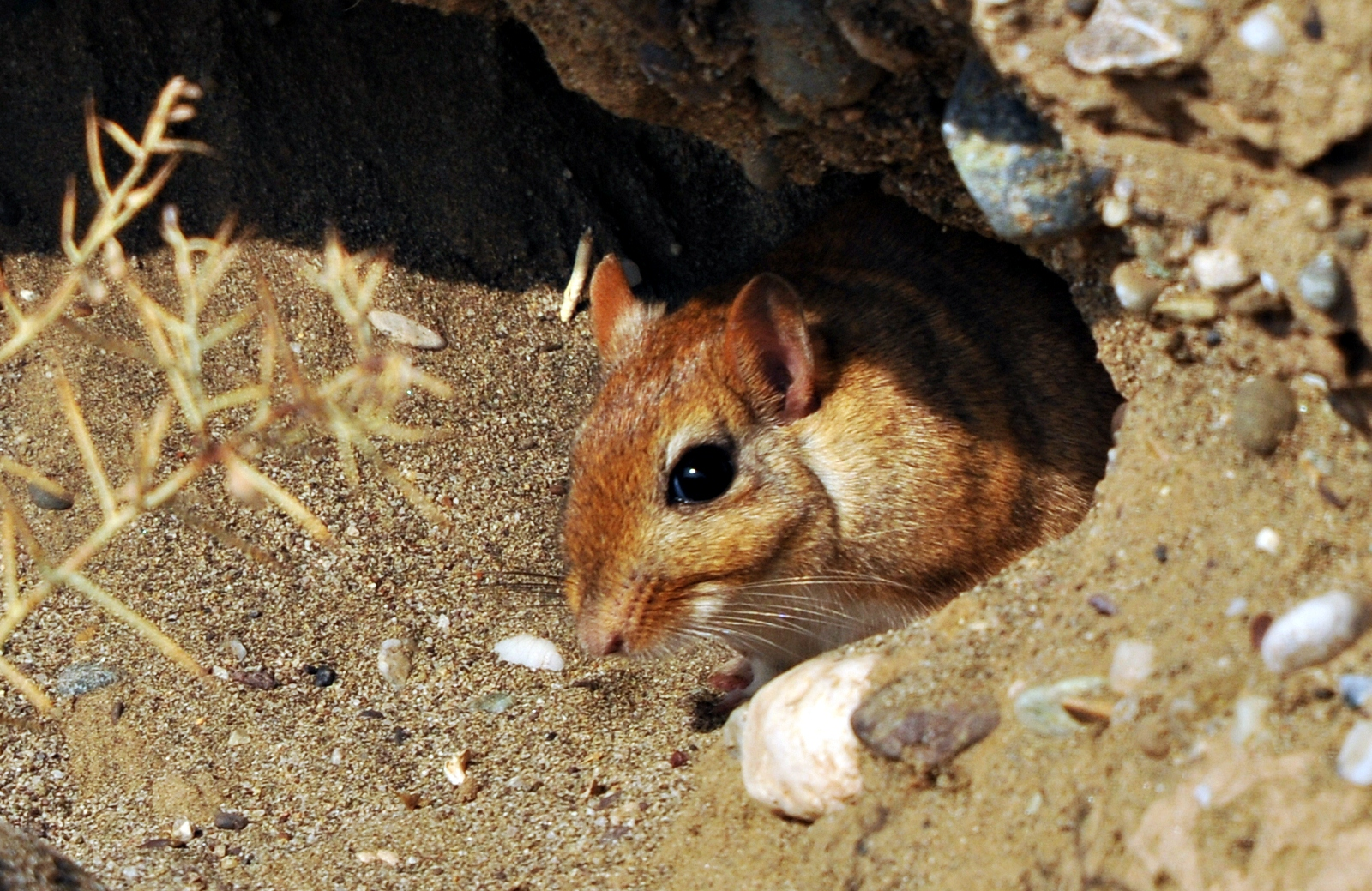
Im Winter hält sich die Tristram-Rennratte wie einige andere Arten der Rennratten lange in ihrem Bau auf.

### Lebensraum
Der Lebensraum der Rennratten sind Lehm- und Sandwüsten, Buschland, Trockensteppen, Tiefebenen, Äcker, Grasland und Täler in Gebirgen.

### Baue
Rennratten sind bodenbewohnend und verbringen viel Zeit in ihren in weichen Boden gegrabenen Bauen. Deren Komplexität variiert sowohl innerartlich als auch zwischen den Arten.
Gewöhnlich enthalten die Baue mehrere Vorratskammern nahe der Erdoberfläche und eine oder mehrere Nestkammern in größerer Tiefe. Das Nest besteht meist aus getrockneten Pflanzenteilen. Die Baue der Persischen Rennratte, der Tamarisken-Rennratte und der Mongolischen Rennratte werden als einfach beschrieben, die der Aserischen Rennratte, der Mittagsrennratte und der Libyschen Rennratte dagegen als komplex.
Junge Exemplare der Sundevall-Rennratten legen einen Bau mit einem Eingang an, der bei einem Winkel von 15 bis 30 Grad bis in eine Tiefe von einem halben Meter reicht.
Die komplexesten Baue dieser Art erreichen dagegen häufig eine Gesamtlänge von 30 bis 40 Metern und haben bis zu 18 Eingänge. Die im Durchmesser etwa vier Zentimeter messenden Gänge der Mongolischen Rennratte reichen in eine Tiefe von 0,45 bis 0,6 Meter und der zentrale Bereich des Baus weist eine Nest- und ein oder zwei Vorratskammern auf. Die Baue der Libyschen Rennratte können dagegen mehr als 1,5 Meter tief sein und ihr Gangsystem kann sich drei bis vier Meter nach außen winden.

### Aktivität
Die Aktivitätszeit der Rennratten ist nicht so streng auf nachts beschränkt wie bei den Echten Rennmäusen.
So werden die Persische Rennratte und die Sundevall-Rennratte als nachtaktiv beschrieben, die Indische Wüstenrennratte und die Libysche Rennratte dagegen als tagaktiv. Die Mongolische Rennratte ist ganzjährig tags und nachts aktiv. Sie ist zudem an einen großen Temperatur- und Luftfeuchtigkeitsbereich angepasst. So ist sie im Winter bei Temperaturen unter Null Grad sowie im Sommer bei über 38 Grad Celsius auf der Erdoberfläche aktiv und hält weder Winter- noch Sommerschlaf. Berichte über echten Winterschlaf bei Rennratten könnten darauf zurückzuführen sein, dass sich einige Arten im Winter lange in ihren unterirdischen Bauen aufhalten und von ihren Vorräten ernähren. So kann die Tristram-Rennratte im Winter bis zu zwei Monate in ihrem Bau verbringen und sich ausschließlich von ihren Vorräten ernähren. Die Persische Rennratte fällt während dieser Zeit möglicherweise in Hungerstarre.

### Ernährung und Vorräte
Rennratten ernähren sich von grünen Pflanzenteilen, Wurzeln, Zwiebeln, Samen, Getreide, Früchten und Insekten.
Der Bau ihrer Backenzähne lässt vermuten, dass sie mehr Stängel und Blätter fressen als andere Rennmäuse.
Die Libysche Rennratte lagert im nördlichen Teil ihres Verbreitungsgebiets bis zu zehn Kilogramm Samen ein.

### Populationsdichte und Aktionsraum
Die Populationsdichte kann bei der Mittagsrennratte unter günstigen Bedingungen 5 bis 10 Tiere je Hektar, bei der Sundevall-Rennratte 11 Tiere je Hektar, bei der Tamarisken-Rennratte 20 bis 30 Tiere je Hektar, bei der Aserischen Rennratte 37 Tiere je Hektar und bei der Indischen Wüstenrennratte 477 Tiere je Hektar betragen. Der Aktionsraum der Sundevall-Rennratte wird mit 1200 bis 10.000 Quadratmetern angegeben. Für den der Libyschen Rennratte wird ein Durchmesser von 50 bis 120 Metern genannt. In der Thar-Wüste Rajasthans betrug die durchschnittliche Größe bei Indischen Wüstenrennratten 88,7 Quadratmeter bei Männchen und 154,7 Quadratmeter bei Weibchen. Während der Futtersuche bewegen sich die Tiere dieser Art bis zu 20 Meter von ihrem Bau weg. Bei der Mongolischen Rennratte können die täglich zurückgelegten Strecken im Sommer 1,2 bis 1,8 Kilometer betragen und ein markiertes Tier legte 50 Kilometer zurück. Mehrere Weibchen der Libyschen Rennratte können für viele Monate eine mit Pflanzen bewachsene und von Wüste umgebene Senke bewohnen. Dabei überlappen sich ihre 0,6 bis 4,0 Hektar großen Aktionsräume kaum oder gar nicht. Die vergleichsweise großen Aktionsräume der Männchen umfassen dagegen mehrere dieser Senken und überlappen sich großflächig mit den Aktionsräumen sowohl der Weibchen als auch von anderen Männchen.

### Sozialstruktur
Die Sozialstruktur der Rennratten scheint sowohl innerartlich als auch zwischen den Arten erheblich zu variieren. So wird die Libysche Rennratte als einzeln oder in Kolonien lebend beschrieben, die Sundevall-Rennratte als in kleinen Kolonien lebend und die Persische Rennratte als nicht in Gruppen lebend. Mehrere erwachsene Tiere der Indischen Wüstenrennratte teilen sich gelegentlich einen Bau, wenn auch vermutlich nicht dieselbe Nestkammer. Von der Aserischen Rennratte wurden manchmal zwei oder mehr Familien in einem Bau gefunden und die Baue der Mongolischen Rennratte können 3 bis 14 Tiere enthalten.
Als Erklärung für die Bildung großer Kolonien und die umfangreiche Vorratshaltung bei den Rennratten werden die vergleichsweise kalten Winter und kurzen, aber reichhaltigen Sommer der letzten Kaltzeit angeführt. So erleichtert das Leben in Kolonien das Sammeln von genügend Nahrung, es hilft, das Gebiet der Nahrungssuche gegenüber anderen Nagetieren zu verteidigen, und es ermöglicht das gegenseitige Wärmen im Nest.

## Verhalten
Rennratten kommunizieren über verschiedene Laute und durch Klopfen mit den Hinterpfoten miteinander.

## Fortpflanzung und Entwicklung

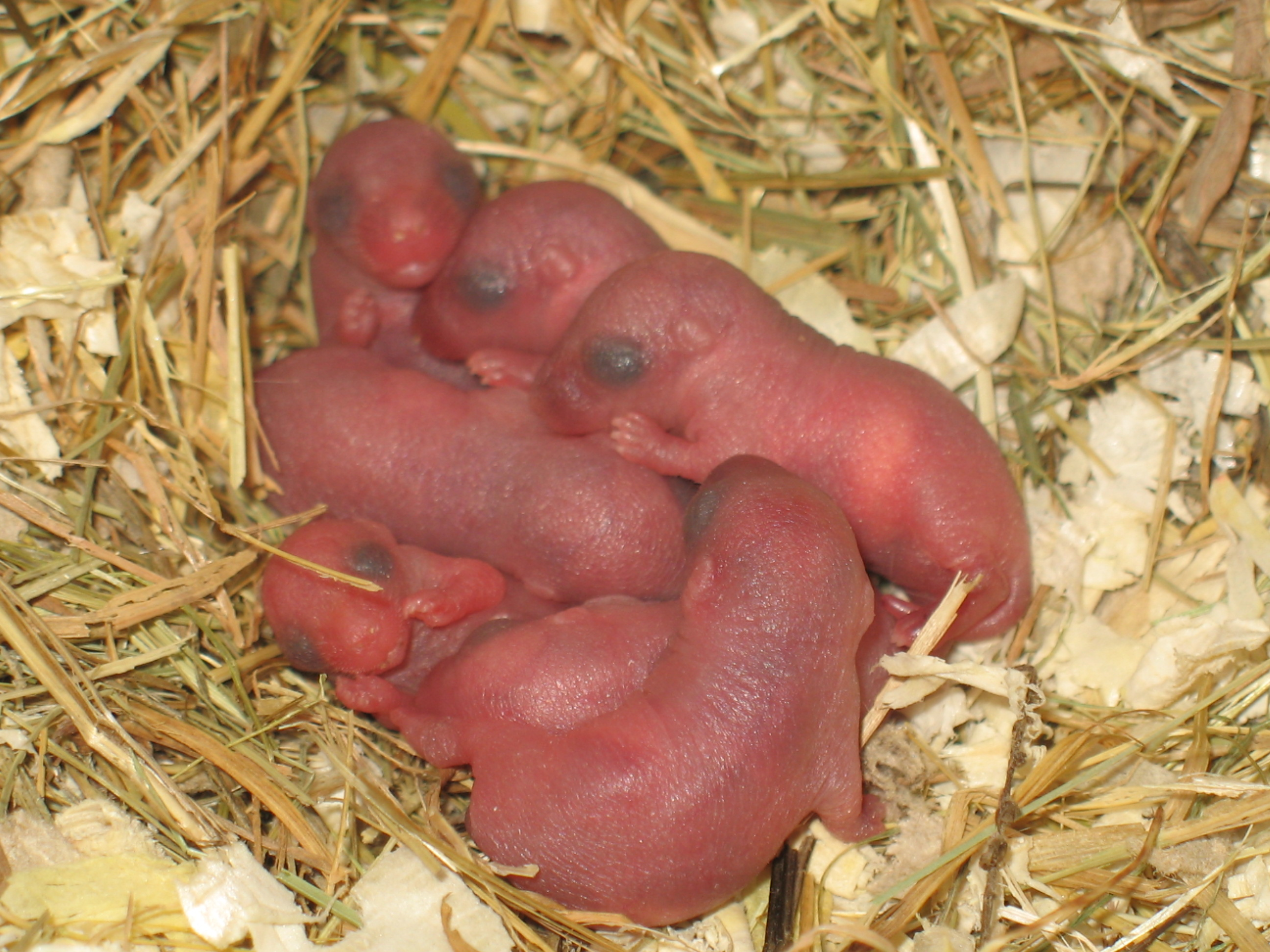
Im Alter von zwei Tagen sind Rennratten wie die Mongolische Rennratte noch nackt, blind und taub.

Die Fortpflanzung kann bei den Rennratten das ganze oder fast das ganze Jahr über stattfinden, gewöhnlich pflanzen sie sich jedoch vom Spätwinter bis zum Frühherbst fort. Die Anzahl der Würfe beträgt gewöhnlich zwei oder drei, die Tragzeit dauert 20 bis 31 Tage und die Wurfgröße liegt bei ein bis zwölf Jungtieren. Das Weibchen kann direkt nach der Geburt wieder paarungsbereit sein (Postpartum-Östrus).
Weibchen der Mongolischen Rennratte und möglicherweise einiger anderer Arten suchen zur Paarung benachbarte Familiengruppen auf, den Nachwuchs ziehen sie jedoch bei den eigenen Geschwistern auf. So können eng miteinander verwandte Tiere die Familiengruppe verteidigen und trotzdem Probleme durch Inzucht vermeiden.
Die Indische Wüstenrennratte pflanzt sich das ganze Jahr über fort, Höhepunkte gibt es jedoch im Spätwinter, im Mittsommer und in der Thar-Wüste Rajasthans im Herbst. Ihr Sexualzyklus dauert durchschnittlich 6,22 Tage, die Wurfzahl beträgt drei bis vier Würfe pro Jahr, die Tragzeit dauert 28 bis 30 Tage und die Wurfgröße liegt bei ein bis neun und durchschnittlich 4,4 Jungtieren. Diese öffnen die Augen nach 15 bis 16 Tagen, werden bis zu einem Alter von drei Wochen gesäugt und sind mit 15 Wochen geschlechtsreif. In Gefangenschaft pflanzt sich die Mongolische Rennratte das ganze Jahr über fort, in der Natur dagegen von etwa Februar bis Oktober. Ihr Sexualzyklus dauert vier bis sechs Tage, die Wurfzahl beträgt bis zu drei Würfe pro Jahr, die Tragzeit wird mit 26 bis 30 Tagen angegeben und die Wurfgröße liegt bei ein bis zwölf und gewöhnlich vier bis sieben Jungtieren. Diese wiegen bei der Geburt etwa 2,5 Gramm, öffnen die Augen nach 16 bis 20 Tagen, werden bis zu einem Alter von 20 bis 30 Tagen gesäugt und sind mit 65 bis 85 Tagen geschlechtsreif. Die Weibchen können sich bis zu einem Alter von 20 Monaten fortpflanzen. In der Natur beträgt die durchschnittliche Lebenserwartung jedoch nur drei bis vier Monate. Eine Sundevall-Rennratte erreichte in Gefangenschaft ein Alter von fünf Jahren und sieben Monaten.

## Verbreitung und Stammesgeschichte

### Verbreitung und Bestand
Das Verbreitungsgebiet der Rennratten umfasst den gesamten Wüstengürtel der Paläarktischen Region vom Atlantischen Ozean über die Sahara bis in den Westen Indiens und in die Innere Mongolei. Dabei dringen sie weiter nach Norden vor als andere Rennmäuse und erreichen den Norden der Kaspischen Senke, den Saissansee, Tuwa und Daurien.
Das Zentrum ihrer Verbreitung liegt jedoch in Vorderasien.
Die Weltnaturschutzunion IUCN stufte die meisten Rennratten 2008 als nicht gefährdet ein. Nur die Armenische Rennratte galt als stark gefährdet und die Palästina-Rennratte als gefährdet. Für die Sarudny-Rennratte lagen keine ausreichenden Daten vor.

### Fossile Verbreitung
Fossil sind die Rennratten insbesondere aus dem unteren Pleistozän bis Holozän Nordafrikas, dem unteren Pleistozän bis Holozän Vorderasiens und dem Holozän Osteuropas bekannt.
Die ältesten Funde stammen aus dem oberen Pliozän bis unteren Pleistozän in Nordafrika und im Südosten Turkmenistans. Funde aus dem unteren Pleistozän sind aus Israel bekannt; Funde aus dem mittleren Pleistozän aus Aserbaidschan, aus dem Norden der Kaspischen Senke, aus Marokko und Algerien sowie aus China; Funde aus dem oberen Pleistozän von Kalymnos, aus dem Kaukasusvorland, aus dem Norden der Kaspischen Senke, aus dem Irak und dem iranischen Kurdistan sowie aus Israel und Syrien. Aus dem Holozän liegen fossile und subfossile Funde aus einem Großteil des heutigen Verbreitungsgebietes sowie aus Ostafrika vor.

### Stammesgeschichte
Laut Pawlinow und Mitarbeitern (1990) sind die Rennratten in Vorderasien entstanden und haben frühzeitig die Wüstengebiete im Tiefland von Turan und in Nordafrika besiedelt. Von den übrigen Rennratten haben sich zunächst die Stammformen der Tamarisken-Rennratte im Tiefland von Turan und der Persischen Rennratte im Iranischen Hochland getrennt. So weisen beide Arten einerseits einige ursprüngliche Merkmale und andererseits auch Anzeichen einer hohen Spezialisierung auf. Die anderen Rennratten zeichnen sich durch den als abgeleitetes Merkmal geltenden Bau der männlichen Geschlechtsorgane aus, jedoch könnte es sich dabei auch um das Ergebnis paralleler Evolution handeln. Sie trennten sich in mehrere Entwicklungslinien, von denen die der Indischen Wüstenrennratte am eigentümlichsten ist. Die übrigen Rennratten scheinen dagegen hinsichtlich des Grades und der Art ihrer Spezialisierungen hinreichend einheitlich zu sein, um sie als Vertreter derselben Untergattung anzusehen.
Die Stammform der Rennratten könnte laut Wessels (1999) die fossile Gattung Pseudomeriones sein.
Deren Zuordnung zu den Rennmäusen ist jedoch fraglich.

## Systematik und Nomenklatur

### Äußere Systematik

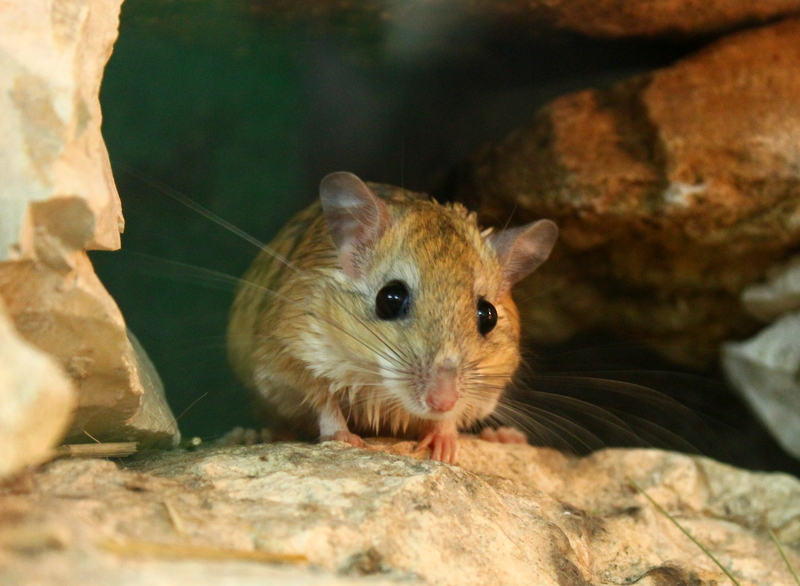
Die Buschschwanz-Rennmaus wurde gelegentlich ebenfalls den Rennratten zugeordnet.

Die Rennratten (Meriones) sind eine Gattung der Rennmäuse. Sie werden den „höheren Rennmäusen“ (Rhombomyina) zugeordnet. Daneben umfassen diese auch die Przewalski-Rennratte, die Sandratten, die Große Rennmaus und manchmal die Buschschwanz-Rennmaus.
Hinsichtlich ihres Spezialisierungsgrades nehmen die Rennratten eine mittlere Position zwischen der Buschschwanz-Rennmaus und den Sandratten ein.
Ihr Status als Gattung und als geschlossene Verwandtschaftsgruppe (Monophylum) wurde lange nicht ernsthaft bezweifelt, jedoch wurden ihnen gelegentlich noch die Buschschwanz-Rennmaus oder die Przewalski-Rennratte zugeordnet.
Auch gaben morphologische Vergleiche der männlichen Geschlechtsorgane Hinweise auf eine stammesgeschichtliche Isolation der Tamarisken-Rennratte.
Diese ist demnach in einer eigenständigen Gattung zu führen.
Laut molekulargenetischen Untersuchungen der mitochondrialen Cytb- und CO2-Gene durch Ito und Mitarbeiter (2010) ist die Monophylie der Gattung Meriones tatsächlich zweifelhaft. So könnte die Tamarisken-Rennratte die Schwesterart einer Gruppe sein, die die Przewalski-Rennratte, die Sandratten, die Große Rennmaus und die übrigen untersuchten Rennratten umfasst.
Laut molekulargenetischen Untersuchungen durch Chevret und Dobigny (2005) trennten sich die Rennratten, die Sandratten und die Große Rennmaus vor 5 bis 6 Millionen Jahren voneinander.
Die hohe Divergenz der Tamarisken-Rennratte von den anderen Rennratten macht auch ihre Einordnung als eigenständige Gattung notwendig. Die anderen Rennratten wären dann gemäß den Regeln des ICZN umzubenennen.
Es ergeben sich die folgenden Verwandtschaftsverhältnisse:
|                                                 | Tamarisken-Rennratte (Meriones tamariscinus) |
|                                                 | |
|                                                 | \| \| Przewalski-Rennratte (Brachiones przewalskii) \| \| \| \| \| \| Sandratten (Psammomys spp.) \| \| \| \| \| \| Große Rennmaus (Rhombomys opimus) \| \| \| \| \| \| übrige Rennratten („Meriones“ spp.) soweit untersucht \| \| Vorlage:Klade/Wartung/3 Vorlage:Klade/Wartung/4 \| \| |
|                                                 | |
|                                                 | Przewalski-Rennratte (Brachiones przewalskii) |
|                                                 | |
|                                                 | Sandratten (Psammomys spp.) |
|                                                 | |
|                                                 | Große Rennmaus (Rhombomys opimus) |
|                                                 | |
|                                                 | übrige Rennratten („Meriones“ spp.) soweit untersucht |
| Vorlage:Klade/Wartung/3 Vorlage:Klade/Wartung/4 | |

|                                                 | Przewalski-Rennratte (Brachiones przewalskii)         |
|                                                 |                                                       |
|                                                 | Sandratten (Psammomys spp.)                           |
|                                                 |                                                       |
|                                                 | Große Rennmaus (Rhombomys opimus)                     |
|                                                 |                                                       |
|                                                 | übrige Rennratten („Meriones“ spp.) soweit untersucht |
| Vorlage:Klade/Wartung/3 Vorlage:Klade/Wartung/4 |                                                       |

### Untergattungen und Arten

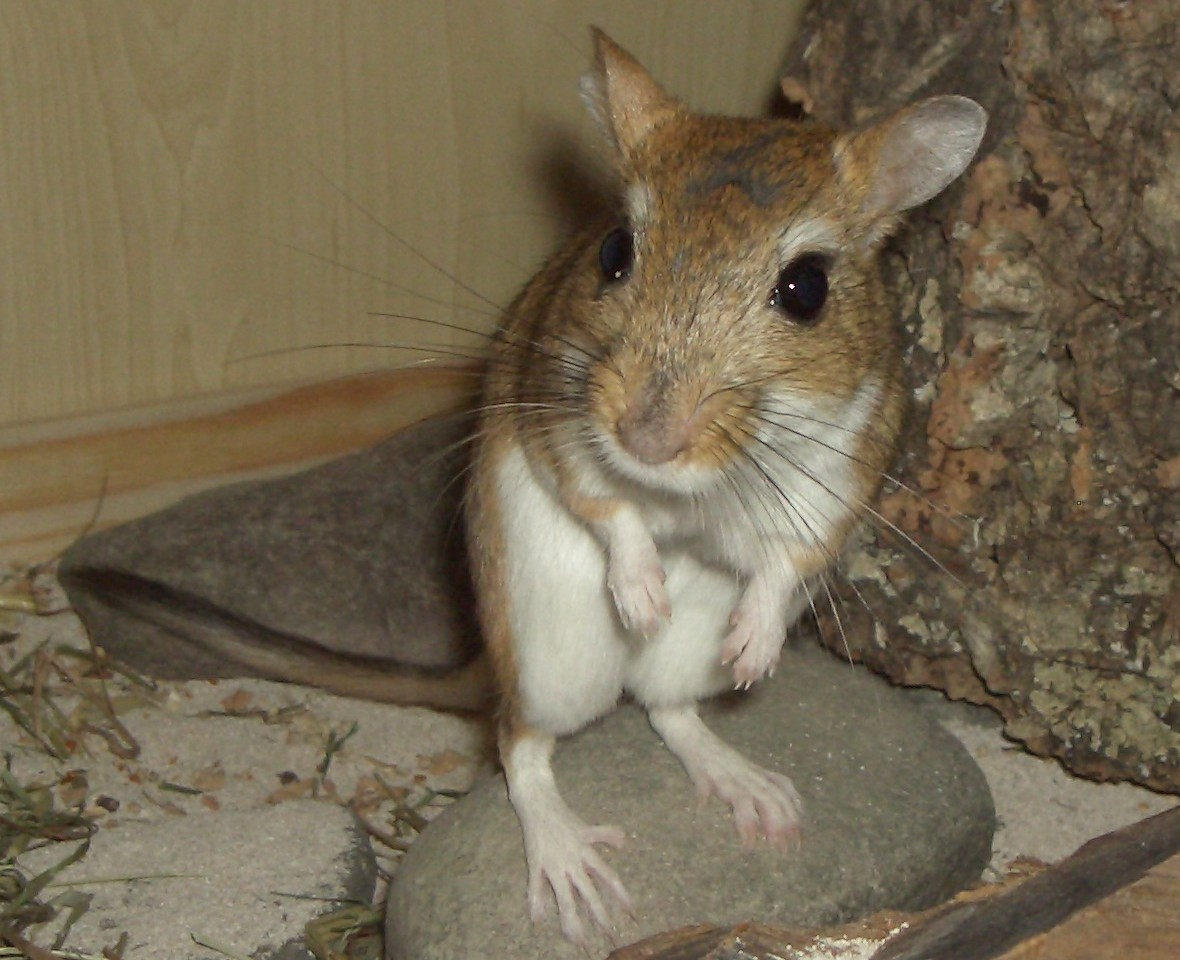
Die Persische Rennratte ist als einzige Art der Untergattung Parameriones zuzuordnen.

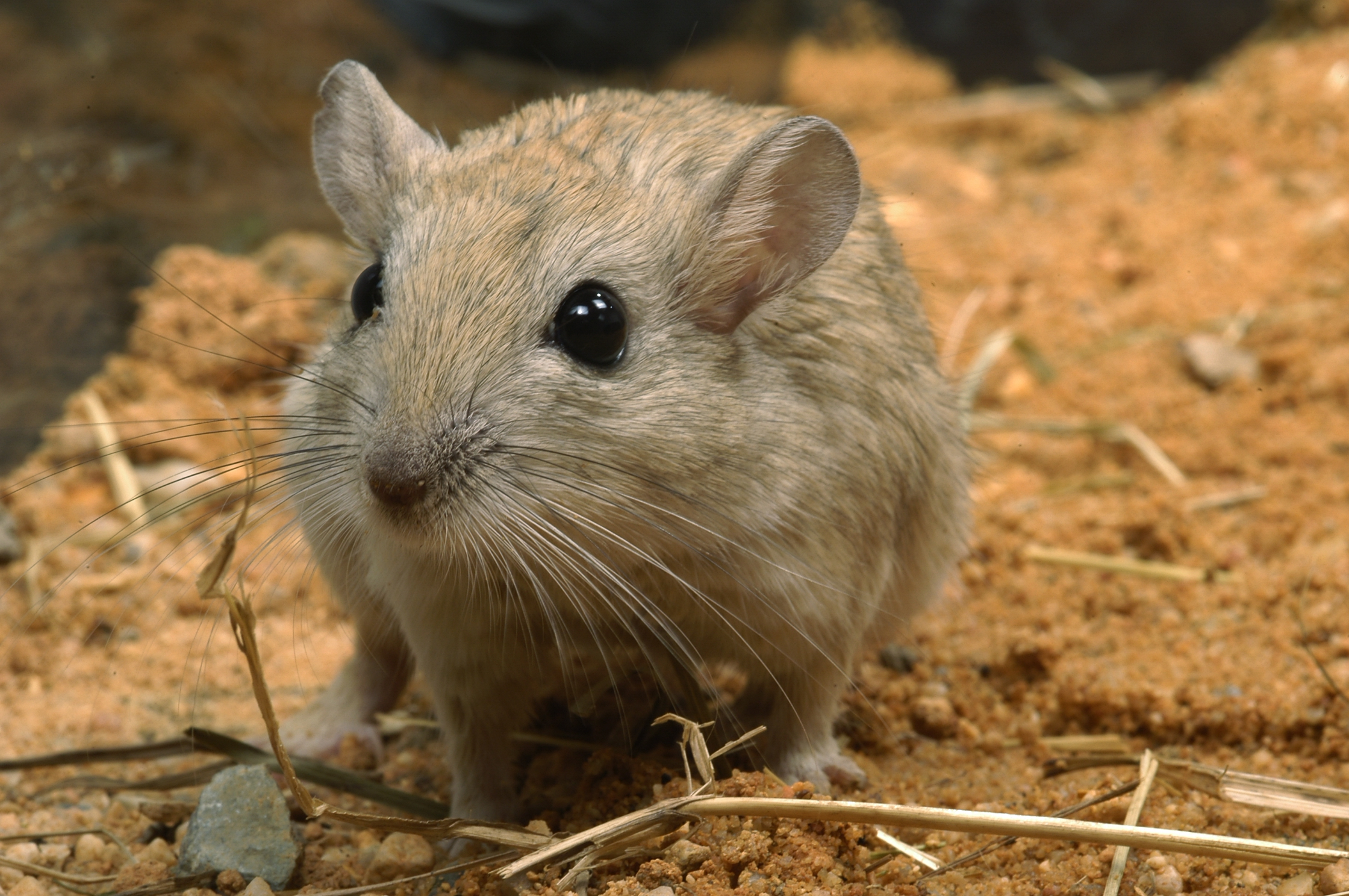
Die Sundevall-Rennratte ist eine von mehreren enger miteinander verwandten Arten innerhalb der Untergattung Pallasiomys.

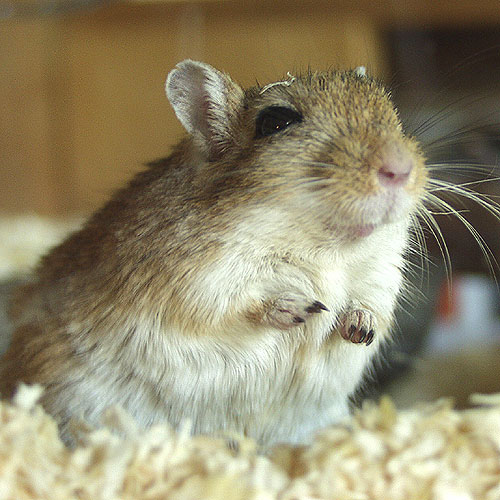
Die Mongolische Rennratte stellt dagegen eine isolierte Entwicklungslinie innerhalb dieser Untergattung dar.

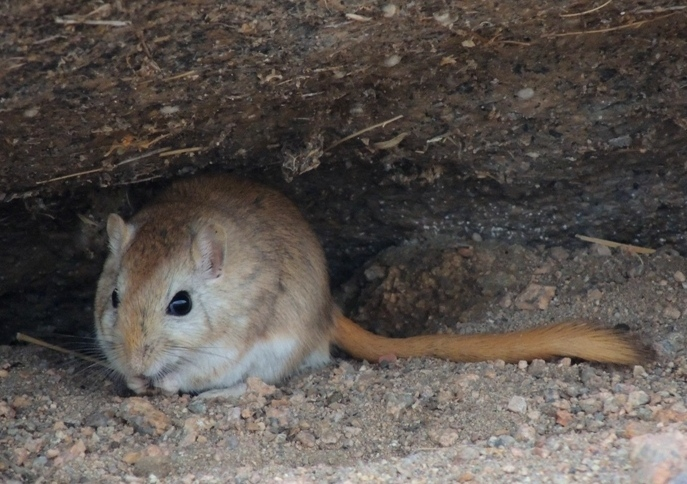
Die ebenfalls der Untergattung Pallasiomys zugeordnete Mittagsrennratte könnte auf mehrere Arten aufzuteilen sein.

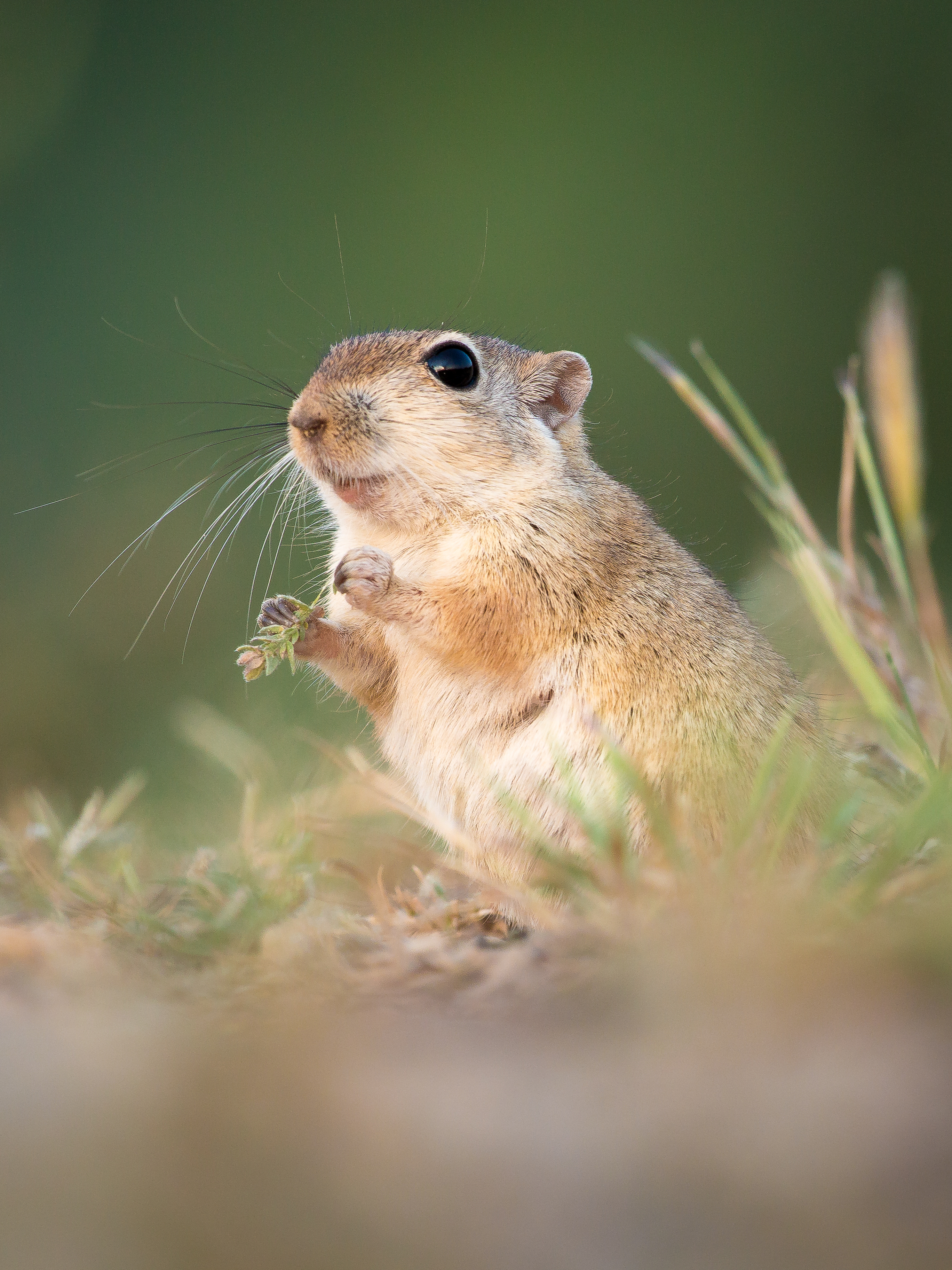
Die Indische Wüstenrennratte wird als einzige Art der Untergattung Cheliones zugeordnet.

Eine aktuelle systematische Bearbeitung der Rennratten fehlt. Die neueste Übersicht über die Gattung ist die Bearbeitung durch Chaworth-Musters und Ellerman (1947), die von Ellerman und Morrison-Scott (1951), von Corbet (1978) sowie von Pawlinow und Mitarbeitern (1990) fortgeschrieben wurde.
Pawlinow und Mitarbeiter (1990) unterscheiden die folgenden vier Untergattungen und 16 Arten der Rennratten:
- Untergattung Meriones Illiger, 1811 mit den objektiven jüngeren Synonymen Meraeus Billberg, 1827 und Idomeneus Schulze, 1900[25]
  - Tamarisken-Rennratte, Meriones tamariscinus (Pallas, 1773) von der unteren Wolga bis in den Nordwesten Chinas
- Untergattung Parameriones Heptner, 1937
  - Persische Rennratte, Meriones persicus (Blanford, 1875) im Iranischen Hochland
- unsichere Zuordnung (incertae sedis)
  - Königsrennratte, Meriones rex Yerbury & Thomas, 1895 im Südwesten der Arabischen Halbinsel
- Untergattung Pallasiomys Heptner, 1933
  - Tristram-Rennratte, Meriones tristrami Thomas, 1892 von der Türkei bis in den Südkaukasus, in den Nordwesten des Iran und auf die Sinai-Halbinsel
  - Shaw-Rennratte, Meriones shawi (Duvernoy, 1842) an der Mittelmeerküste von Marokko bis Ägypten
  - Marokkanische Rennratte, Meriones grandis Cabrera, 1907 an der Mittelmeerküste von Marokko bis Tunesien
  - Palästina-Rennratte, Meriones sacramenti Thomas, 1922 in Israel und auf der Sinai-Halbinsel
  - Sundevall-Rennratte, Meriones crassus Sundevall, 1842 von Marokko bis Pakistan
  - Aserische Rennratte, Meriones vinogradovi Heptner, 1931 vom Nordwesten des Iran bis nach Armenien und in den Norden Syriens
  - Libysche Rennratte, Meriones libycus Lichtenstein, 1823 von der Westsahara bis nach Xinjiang
  - Arabische Rennratte, Meriones arimalius Cheesman & Hinton, 1924 in der Rub al-Chali
  - Mongolische Rennratte, Meriones unguiculatus (Milne-Edwards, 1867) in der Mongolei, im Norden Chinas und im Süden Sibiriens
  - Mittagsrennratte, Meriones meridianus (Pallas, 1773) vom unteren Don bis nach Afghanistan, in den Norden Chinas und in die Mongolei
  - Armenische Rennratte, Meriones dahli Shidlovsky, 1962 in Armenien
  - Sarudny-Rennratte, Meriones zarudnyi Heptner, 1937 im Norden Afghanistans und im Süden Turkmenistans
- Untergattung Cheliones Thomas, 1919
  - Indische Wüstenrennratte, Meriones hurrianae (Jerdon, 1867) im Nordwesten Indiens, in Pakistan und im Süden des Iran

Eine sorgfältige systematische Überarbeitung der Gattung wird jedoch vermutlich eine größere Artenzahl aufdecken.
Große Schwierigkeiten bereiten die teilweise starke Ähnlichkeit der Arten untereinander sowie die Vielzahl der wissenschaftlichen Namen mit mangelhaften Beschreibungen.
Insbesondere die afrikanischen Formen sind nicht ohne Probleme voneinander abzugrenzen.
Den Rennratten werden zudem die folgenden ausgestorbenen Arten zugeordnet:
- Meriones lakhutensis Zazhigin, 1988 aus dem Pleistozän Tadschikistans
- Meriones maghrebianus Tong, 1989 aus dem Pleistozän Marokkos und Syriens
- Meriones maximus Tong, 1986 aus dem Pleistozän und Holozän Algeriens und Marokkos

### Die vier Untergattungen
Gewöhnlich werden die Rennratten in drei oder vier Untergattungen unterteilt. Traditional werden diese nach der Größe der Paukenblasen und der Behaarung der Hinterpfoten unterschieden, aufgrund des Fehlens klarer Unterschiede werden die Rennratten jedoch manchmal gar nicht in Untergattungen unterteilt. Neuere Unterteilungen stützen sich auf kladistische Betrachtungen des Baus der Mittelohrknochen und der männlichen Geschlechtsorgane.
Die vier von Pawlinow und Mitarbeitern (1990) unterschiedenen Untergattungen Meriones, Parameriones, Pallasiomys und Cheliones finden sich auch bei McKenna und Bell (1997), bei Musser und Carleton (2005) sowie bei Pawlinow (2008) wieder.

#### UntergattungMeriones
Der Untergattung Meriones werden in traditionellen Systematiken fast alle Arten mit kleinen Paukenblasen und mit behaarten Hinterpfoten zugeordnet.
So umfasst sie bei Ellerman und Morrison-Scott (1951) neben der Tamarisken-Rennratte noch die Tristram-Rennratte und die Aserische Rennratte.
Ellerman (1941) stellt sogar alle Arten außer der Persischen Rennratte, der Königsrennratte und der Indischen Wüstenrennratte in diese Untergattung.
Aber auch die Persische Rennratte und die Indische Wüstenrennratte wurden teilweise der Untergattung Meriones zugeordnet.
Unter kladistischen Gesichtspunkten ist diese jedoch auf die Tamarisken-Rennratte zu beschränken, die durch den Bau der männlichen Geschlechtsorgane von den anderen Rennratten abgegrenzt werden kann.

#### UntergattungParameriones
Die Untergattung Parameriones, deren ursprünglich festgelegtes Bestimmungsmerkmal die unbehaarten Hinterpfoten sind, scheint hinsichtlich der Persischen Rennratte gut definiert zu sein. Die Hinterpfoten der Königsrennratte sind jedoch ebenfalls unbehaart und daher wird auch sie traditionell in diese Untergattung gestellt.
Diese Zuordnung ist jedoch laut Pawlinow (2008) kladistisch nicht gut begründet.
Laut molekulargenetischen Untersuchungen durch Ito und Mitarbeiter (2010) ist die Königsrennratte enger mit der zur Untergattung Pallasiomys gehörenden Sundevall-Rennratte verwandt.

#### UntergattungPallasiomys
Die Untergattung Pallasiomys ist vielgestaltig und bedarf einer Überarbeitung. Als abgeleitetes Merkmal gilt der Bau der männlichen Geschlechtsorgane. Die Arten der Untergattung unterscheiden sich jedoch im Bau des Schallleitungsapparates und in der Größe der Paukenblasen wesentlich voneinander. Insbesondere ist das Trommelfell bei einigen Arten einfach und bei anderen komplex gebaut. Letztere besitzen zudem einen leicht gebauten Hammer.
Laut den Untersuchungen durch Ito und Mitarbeiter (2010) teilen sich die untersuchten Arten dieser Untergattung auf drei Entwicklungslinien auf: 1) die Mittagsrennratte, 2) die Mongolische Rennratte und 3) eine Gruppe mehrerer enger miteinander verwandter Arten.
Diese Linien trennten sich laut molekulargenetischen Untersuchungen durch Chevret und Dobigny (2005) vor etwa 3,67 Millionen Jahren voneinander.
Sie entsprechen im Wesentlichen der meridianus-Gruppe, der unguiculatus-Gruppe bzw. der libycus-Gruppe von Ellerman (1941).
Soweit untersucht ergeben sich die folgenden Verwandtschaftsverhältnisse:
| meridianus-Gruppe   | Mittagsrennratte (M. meridianus)        |
|                     | Mittagsrennratte (M. meridianus)        |
| unguiculatus-Gruppe | Mongolische Rennratte (M. unguiculatus) |
|                     | Mongolische Rennratte (M. unguiculatus) |

|  | Libysche Rennratte (M. libycus)                                                               |
|  |                                                                                               |
|  | \| \| Sundevall-Rennratte (M. crassus) \| \| \| \| \| \| Königsrennratte (M. rex) \| \| \| \| |
|  |                                                                                               |
|  | Sundevall-Rennratte (M. crassus)                                                              |
|  |                                                                                               |
|  | Königsrennratte (M. rex)                                                                      |
|  |                                                                                               |

|  | Sundevall-Rennratte (M. crassus) |
|  |                                  |
|  | Königsrennratte (M. rex)         |
|  |                                  |

|  | Libysche Rennratte (M. libycus)                                                               |
|  |                                                                                               |
|  | \| \| Sundevall-Rennratte (M. crassus) \| \| \| \| \| \| Königsrennratte (M. rex) \| \| \| \| |
|  |                                                                                               |
|  | Sundevall-Rennratte (M. crassus)                                                              |
|  |                                                                                               |
|  | Königsrennratte (M. rex)                                                                      |
|  |                                                                                               |

|  | Sundevall-Rennratte (M. crassus) |
|  |                                  |
|  | Königsrennratte (M. rex)         |
|  |                                  |

|  | Libysche Rennratte (M. libycus)                                                               |
|  |                                                                                               |
|  | \| \| Sundevall-Rennratte (M. crassus) \| \| \| \| \| \| Königsrennratte (M. rex) \| \| \| \| |
|  |                                                                                               |
|  | Sundevall-Rennratte (M. crassus)                                                              |
|  |                                                                                               |
|  | Königsrennratte (M. rex)                                                                      |
|  |                                                                                               |

|  | Sundevall-Rennratte (M. crassus) |
|  |                                  |
|  | Königsrennratte (M. rex)         |
|  |                                  |

|  | Libysche Rennratte (M. libycus)                                                               |
|  |                                                                                               |
|  | \| \| Sundevall-Rennratte (M. crassus) \| \| \| \| \| \| Königsrennratte (M. rex) \| \| \| \| |
|  |                                                                                               |
|  | Sundevall-Rennratte (M. crassus)                                                              |
|  |                                                                                               |
|  | Königsrennratte (M. rex)                                                                      |
|  |                                                                                               |

|  | Sundevall-Rennratte (M. crassus) |
|  |                                  |
|  | Königsrennratte (M. rex)         |
|  |                                  |

| meridianus-Gruppe   | Mittagsrennratte (M. meridianus)        |
|                     | Mittagsrennratte (M. meridianus)        |
| unguiculatus-Gruppe | Mongolische Rennratte (M. unguiculatus) |
|                     | Mongolische Rennratte (M. unguiculatus) |

|  | Libysche Rennratte (M. libycus)                                                               |
|  |                                                                                               |
|  | \| \| Sundevall-Rennratte (M. crassus) \| \| \| \| \| \| Königsrennratte (M. rex) \| \| \| \| |
|  |                                                                                               |
|  | Sundevall-Rennratte (M. crassus)                                                              |
|  |                                                                                               |
|  | Königsrennratte (M. rex)                                                                      |
|  |                                                                                               |

|  | Sundevall-Rennratte (M. crassus) |
|  |                                  |
|  | Königsrennratte (M. rex)         |
|  |                                  |

|  | Libysche Rennratte (M. libycus)                                                               |
|  |                                                                                               |
|  | \| \| Sundevall-Rennratte (M. crassus) \| \| \| \| \| \| Königsrennratte (M. rex) \| \| \| \| |
|  |                                                                                               |
|  | Sundevall-Rennratte (M. crassus)                                                              |
|  |                                                                                               |
|  | Königsrennratte (M. rex)                                                                      |
|  |                                                                                               |

|  | Sundevall-Rennratte (M. crassus) |
|  |                                  |
|  | Königsrennratte (M. rex)         |
|  |                                  |

|  | Libysche Rennratte (M. libycus)                                                               |
|  |                                                                                               |
|  | \| \| Sundevall-Rennratte (M. crassus) \| \| \| \| \| \| Königsrennratte (M. rex) \| \| \| \| |
|  |                                                                                               |
|  | Sundevall-Rennratte (M. crassus)                                                              |
|  |                                                                                               |
|  | Königsrennratte (M. rex)                                                                      |
|  |                                                                                               |

|  | Sundevall-Rennratte (M. crassus) |
|  |                                  |
|  | Königsrennratte (M. rex)         |
|  |                                  |

|  | Libysche Rennratte (M. libycus)                                                               |
|  |                                                                                               |
|  | \| \| Sundevall-Rennratte (M. crassus) \| \| \| \| \| \| Königsrennratte (M. rex) \| \| \| \| |
|  |                                                                                               |
|  | Sundevall-Rennratte (M. crassus)                                                              |
|  |                                                                                               |
|  | Königsrennratte (M. rex)                                                                      |
|  |                                                                                               |

|  | Sundevall-Rennratte (M. crassus) |
|  |                                  |
|  | Königsrennratte (M. rex)         |
|  |                                  |

Die Marokkanische Rennratte wird von Fichet-Calvet (2013) als Unterart der Shaw-Rennratte zugeordnet. Die Cheng-Rennratte (Meriones chengi) Wang, 1964 wird teilweise als eigenständige Art angesehen, ist laut den Untersuchungen durch Ito und Mitarbeiter (2010) und in Übereinstimmung mit Pawlinow und Mitarbeitern (1990) jedoch als Synonym der Mittagsrennratte zuzuordnen. Dagegen könnten einige Unterarten der Mittagsrennratte als Arten einzustufen sein.

#### UntergattungCheliones
Der Untergattung Cheliones wird nur die Indische Wüstenrennratte zugeordnet. Diese hat, vermutlich aufgrund der ähnlichen Lebensweise, gemeinsame Merkmale mit der Großen Rennmaus entwickelt.

### Erstbeschreibungen

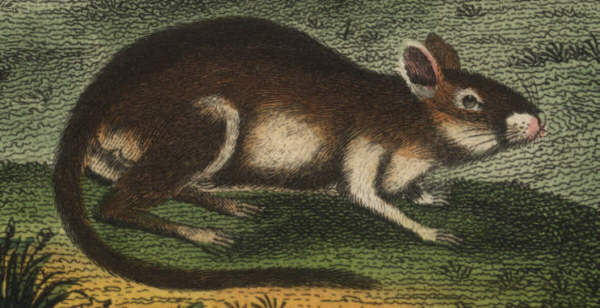
Die Tamarisken-Rennratte wurde 1773 beschrieben und ist die Typusart der Gattung Meriones.

Meriones wurde 1811 von Johann Karl Wilhelm Illiger als Gattung beschrieben. Der Name leitet sich von altgriechisch mēros (μηρός „Oberschenkel“) ab und sollte Gerbillus Desmarest, 1804 entsprechen. Illiger ordnete der Gattung, die er als „Schenkelthier“ bezeichnete, die Tamarisken-Rennratte und die Mittagsrennratte zu.
Die Typusart von Meriones ist laut Fernand Lataste, William Henry Flower und Wladimir Georgijewitsch Geptner Mus tamariscinus.
Als Ersatz für Meriones führte Gustaf Johan Billberg 1827 den Namen Meriaeus ein.
Dieser ist jedoch ein Nomen nudum.
Den Gattungsnamen Idomeneus führte Erwin Schulze 1900 ein.
Er geht auf den gleichnamigen Waffenbruder des Meriones im Trojanischen Krieg zurück.
Die Typusart von Idomeneus ist ebenfalls Mus tamariscinus.
Für die Indische Wüstenrennratte schlug Oldfield Thomas im März 1919 die Gattung Cheliones vor. Der Name wurde analog zu Meriones gebildet und leitet sich von altgriechisch chēlē (χηλή „Klaue, Kralle“) ab. Die Typusart von Cheliones ist Gerbillus hurrianae.
Wladimir Georgijewitsch Geptner beschrieb 1933 die Gattung Pallasiomys.
Der Name setzt sich aus dem Nachnamen von Peter Simon Pallas und altgriechisch mys (μυς „Maus“) zusammen.
Die Typusart von Pallasiomys ist Gerbillus erythrourus.
Schließlich beschrieb Geptner 1937 die Untergattung Parameriones.
Der Name wurde aus altgriechisch pará (παρά „neben“) und dem Gattungsnamen Meriones gebildet. 
Die Typusart von Parameriones ist Gerbillus persicus.
Parameriones Tchernov & Chetboun, 1984 ist ein jüngeres Homonym.

## Rennratten und Mensch

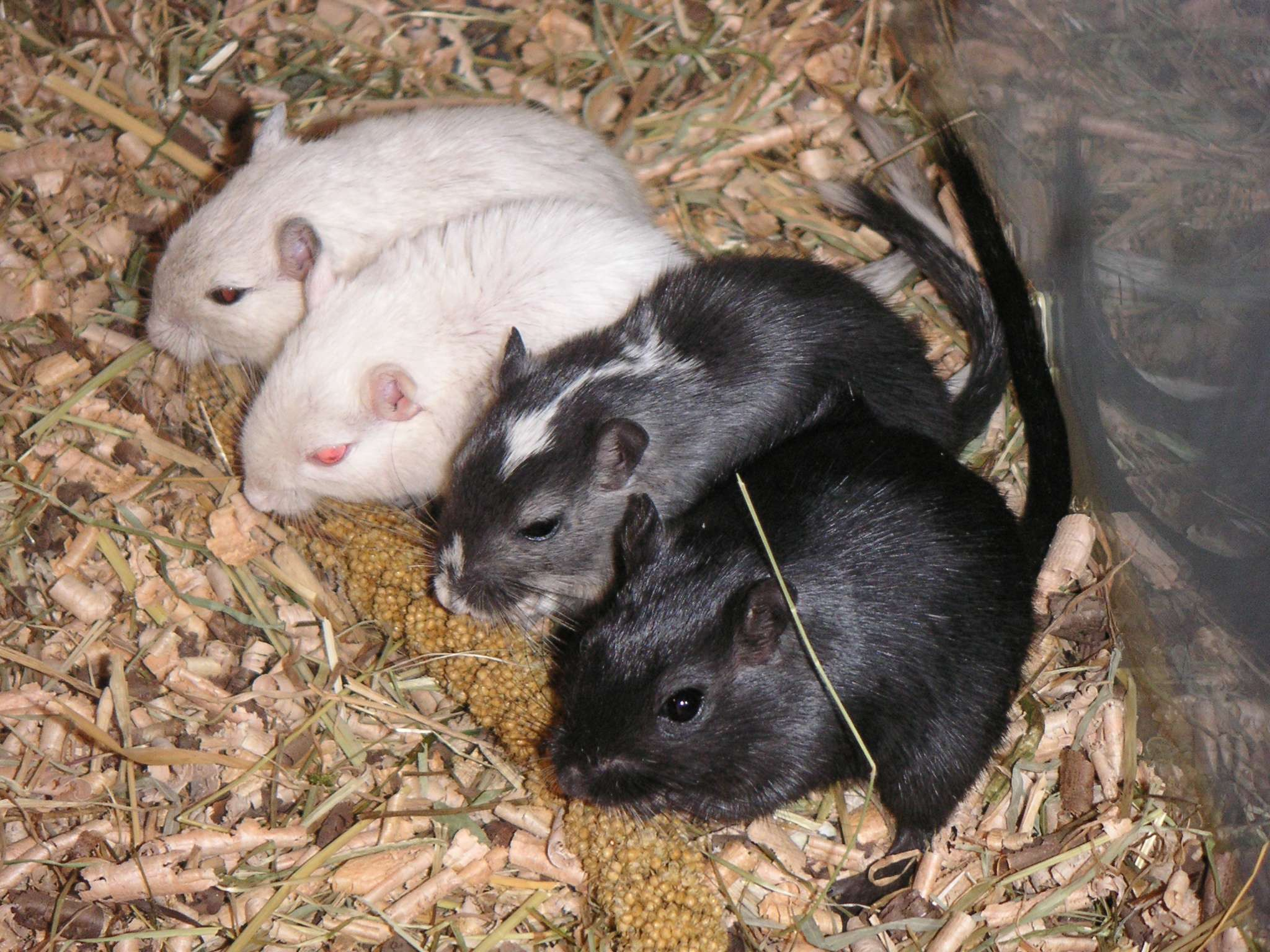
In Gefangenschaft existieren mehrere Fell- und Farbvarianten der Mongolischen Rennratte.

Einige Arten der Rennratten gelten als Schädlinge, die durch Schäden an bodenhaltenden Pflanzen und durch ihre Grabetätigkeit die Ausbreitung von Sandgebieten (Desertifikation) fördern. Zudem beschädigen sie Bewässerungsanlagen und fressen Kulturpflanzen. Die Schäden an letzteren sind jedoch gering.
Weitere Arten sind bei der Ausbreitung von Epidemien von Bedeutung. In ihren Bauen bilden sie Biozönosen mit Wirbellosen, die eine wesentliche Rolle als Überträger von teilweise gefährlichen Zoonosen spielen.
Mehrere Arten der Rennratten werden für Tierversuche genutzt.
Von Bedeutung ist insbesondere die Mongolische Rennratte.
Wolodin und Mitarbeiter (1996) untersuchten jedoch auch die Libysche Rennratte, die Mittagsrennratte, die Aserische Rennratte, die Persische Rennratte und die Tamarisken-Rennratte auf ihre Eignung als Versuchstier.
Die Mongolische Rennratte wird zudem als Heimtier gehalten, ebenso wie die Persische Rennratte, die Shaw-Rennratte, die Sundevall-Rennratte und die Tristram-Rennratte.
In die Heimtierhaltung gelangte auch die Mittagsrennratte.
Im Englischen werden die Rennratten als tamarisk gerbils, jirds oder sand rats bezeichnet.
Der Name jird leitet sich von berberisch gherda ab und wurde 1738 von Thomas Shaw eingeführt.